# Severance, Colorado
Severance är en kommun (town) i Weld County i Colorado. Vid 2010 års folkräkning hade Severance 3 165 invånare.